# Liste des sites Ramsar à Sao Tomé-et-Principe
Cet article recense les zones humides de Sao Tomé-et-Principe concernées par la convention de Ramsar.

## Statistiques
La convention de Ramsar est entrée en vigueur à Sao Tomé-et-Principe le 21 décembre 2006.
En janvier 2020, le pays compte 1 site Ramsar, couvrant une superficie de 0,23 km2.

## Liste
| Site                | Notes | Date         | Superficie (km²) | Altitude (m) | Identifiant Ramsar | Identifiant WDPA | Coordonnées                     | Photo |
| ------------------- | ----- | ------------ | ---------------- | ------------ | ------------------ | ---------------- | ------------------------------- | ----- |
| Îlots Tinhosas (en) |       | 21 août 2006 | 0,23             |              | 1632               | 902976           | 1° 22′ 05″ nord, 7° 17′ 10″ est |       |